# Casa de los marqueses de San Lorenzo de Valle Umbroso
La Casa de los Marqueses de San Lorenzo del Valle Umbroso es una casona colonial ubicada en la ciudad del Cusco, Perú. Su construcción se inició en el siglo XVI poco después de la fundación española de la ciudad y constituye en la actualidad uno de los principales hitos turísticos y arquitectónicos de la ciudad a la par que es local de la Universidad Nacional de Bellas Artes "Diego Quispe Tito". Su importancia urbana es tal que dio el nombre a la Calle Marqués donde se encuentra ubicada.
Desde 1972 el inmueble forma parte de la Zona Monumental del Cusco declarada como Monumento Histórico del Perú. Asimismo, en 1983 al ser parte del casco histórico de la ciudad del Cusco, forma parte de la zona central declarada por la UNESCO como Patrimonio Cultural de la Humanidad.

## Historia
El solar donde actualmente se levanta la casa fue, durante el incanato, parte de los edificios que daban frente a la Huacaypata, plaza principal de la capital imperial incaica, que en aquellos tiempos ocupaba el área que se extiende desde la Catedral del Cusco
hasta el Colegio Ciencias. Luego de la fundación española de la ciudad, en 1535, se produjo el reparto de solares entre los conquistadores y este solar fue otorgado al capitán Pedro Luis de Cabrera. En 1560 el solar fue vendido a Rodrigo de Esquivel y Zúñiga, hijo del conquistador Rodrígo de Esquivel y Cueva. En 1650, el solar fue propiedad de Diego de Esquivel y Xávara, quien en 1678 obtuvo el Mayorazgo de Esquivel y luego fue el primer marqués de San Lorenzo del Valle Umbroso. Desde entonces, esta casa fue la sede principal del marquesado hasta 1780 cuando Ana Micaela Bravo del Ribero y Zavala,viuda del quinto marqués de San Lorenzo de Valle Umbroso, se trasladó a la Casa de Pilatos en la capital del Virreinato dejando arrendados su bienes en la ciudad de Cusco.
El inmueble fue rematado en 1802 y adquirido por Luis Beltrán Parellón, canónigo de la Catedral, por 4,400 pesos. A la muerte de Beltrán, el hacendado Víctor Mariano Béjar adquirió el bien y lo vendió en 1904 a la casa comercial italiana "César Lomellini y Cía S.A.". En 1932 fue declarado como Monumento Nacional según Ley del Congreso de la República. Posteriormente, el 23 de enero de 1973 durante la primera fase del Gobierno Revolucionario de las Fuerzas Armadas se publicó en el Diario Oficial "El Peruano" la Resolución Suprema N° 2900-72-ED expedida por el Ministerio de Educación del Perú el 28 de diciembre de 1972 declarando esta casona como monumento histórico nacional del Perú. Ya en 1965 el inmueble fue expropiado por el gobierno peruano mediante Decreto Supremo 023-65-ED emitido por el Minsiterio de Educación y desde 1971 el local fue destinado para servir de sede departamental del Sistema Nacional de Movilización Social - SINAMOS. Finalmente, en 1975 se destinó el edificio a ser local de la Escuela Regional de Bellas Artes fundada en 1533 por el pintor cusqueño Diego Quispe Tito y que, desde el 24 de mayo de 2017, se denomina Universidad Nacional de Bellas Artes "Diego Quispe Tito".
La casa fue sometida a varias restauraciones durante toda su existencia sin embargo, destacan dos oportunidades en función de sendos desastres naturales. El primero fue debido al terremoto que azotó al Cusco en 1950 y ocasionó su destrucción parcial. La segunda fue en 1973 cuando sufrió un incendio dentro de las protestas de la población cusqueña contra el Gobierno Revolucionario de las Fuerzas Armadas en las que el inmueble fue sede del SINAMOS.

## Arquitectura

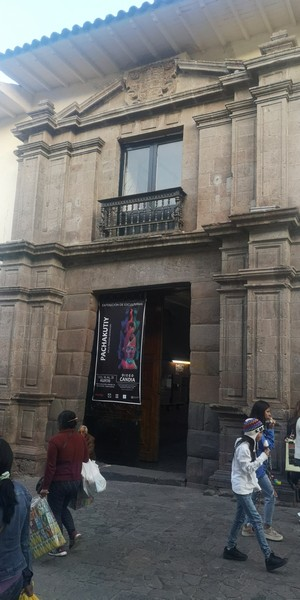
Puerta de la casa.

La casa es una muestra de la mezcla de la arquitectura de los últimos tiempos del incanato con la arquitectura renacentista española. Su puerta destaca de todo el inmueble cuyo vano está limitado lateralmente por jambas de muros inclinados hacia dentro (propio de las construcciones incaicas). Son paredes de ocho hiladas unidos por un dintel paralelepípedo. Sobre esta portada, se hizo un montaje completo de la estructura renacentista. A cada lado de los cortos muros incas se levantan tres pilastras unidas con la del centro emergiendo moderadamente y concluyendo en un falso entablamiento. En la segunda planta se repiten las pilastras culminando en un frontón cuyo tímpano contiene el escudo nobiliario del marquesado.

## Sucesión de propietarios

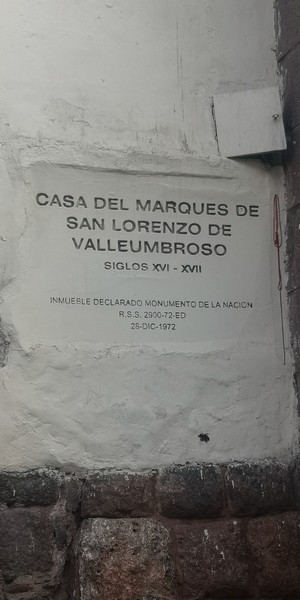
Cartel de monumento histórico en el frontis de la casa

Según el estudio realizado por el antropóloto David Vicente de Rojas Silva, citado por el historiador cusqueño Angles Vargas, los propietarios del bien fueron los siguientes:
| Nº | Año  | Propietario | Forma de adquisición                                  |
| -- | ---- | --- | ----------------------------------------------------- |
| 1  | 1535 | Pedro Luis de Cabrera                                                                                                  | Reparto de solares entre los conquistadores del Cusco |
| 2  | 1560 | Rodrigo de Esquivel y Zúñiga                                                                                           | Compra de su anterior propietario                     |
| 3  | 1624 | Rodrigo de Esquivel y Cáceres                                                                                          | Herencia                                              |
| 4  | 1650 | Diego de Esquivel y Javara Primer Marqués de San Lorenzo del Valle Umbroso                                             | Herencia                                              |
| 5  | 1670 | Diego de Esquivel y Javara (el mozo) Segundo Marqués de San Lorenzo del Valle Umbroso                                  | Herencia                                              |
| 6  | 1718 | Petronila Ignacia de Esquivel Espínola y Pardo de Figueroa Tercera Marquesa de San Lorenzo del Valle Umbroso           | Herencia                                              |
| 7  | 1747 | Mariana Pardo de Figueroa y Esquivel Cuarta Marquesa de San Lorenzo del Valle Umbroso                                  | Herencia                                              |
| 8  | 1770 | Pedro Nolasco de Zavala y Esquivel Pardo de Figueroa Tercer Marqués de San Lorenzo del Valle Umbroso                   | Herencia                                              |
| 9  | 1787 | Pedro José de Zavala y Bravo de Ribero Esquivel Cuarto Marqués de San Lorenzo del Valle Umbroso                        | Herencia                                              |
| 10 | 1803 | Luis Beltrán Pacheco                                                                                                   | Remate público                                        |
| 11 | 1893 | Víctor Mariano Béjar                                                                                                   | Herencia                                              |
| 12 | 1904 | César Lomellini y Cía S.A.                                                                                             | Compra al anterior propietario                        |
| 13 | 1947 | César de Luchi Lomellini Pedemonte                                                                                     | Compra al anterior propietario                        |
| 14 | 1965 | Estado peruano | Expropiación                                          |
| 15 | 1975 | Escuela Superior Autónoma de Bellas Artes "Diego Quispe Tito" Universidad Nacional de Bellas Artes "Diego Quispe Tito" | Adjudicación en uso                                   |

#### Libros y publicaciones
- Angles Vargas, Víctor (1983). Historia del Cusco (Cusco Colonial) Tomo II Libro Segundo. Lima: Industrialgráfica S.A.

- Datos: Q66564578
- Multimedia: Casa del Marqués de Valle Umbroso / Q66564578